# 6607 Matsushima
6607 Matsushima este un asteroid din centura principală de asteroizi.

## Descriere
6607 Matsushima este un asteroid din centura principală de asteroizi. A fost descoperit pe 29 octombrie 1991 la Kitami de Kin Endate și Kazuro Watanabe. Asteroidul prezintă o orbită caracterizată de o semiaxă mare de 2,62 ua, o excentricitate de 0,11 și o înclinație de 4,7° în raport cu ecliptica.